# 亞布倫卡河 (德涅斯特河支流)
亞布倫卡河（烏克蘭語：Яблунька），是烏克蘭西部的河流，屬於德涅斯特河的左支流。該河發源自沃洛什諾沃以東，流經利維夫州的桑比爾區，河道全長21公里，流域面積85平方公里。